# Phyllophaga montserratensis
Phyllophaga montserratensis är en skalbaggsart som beskrevs av Gilbert John Arrow 1920. Phyllophaga montserratensis ingår i släktet Phyllophaga och familjen Melolonthidae. Inga underarter finns listade i Catalogue of Life.